# Jura (ostrov)

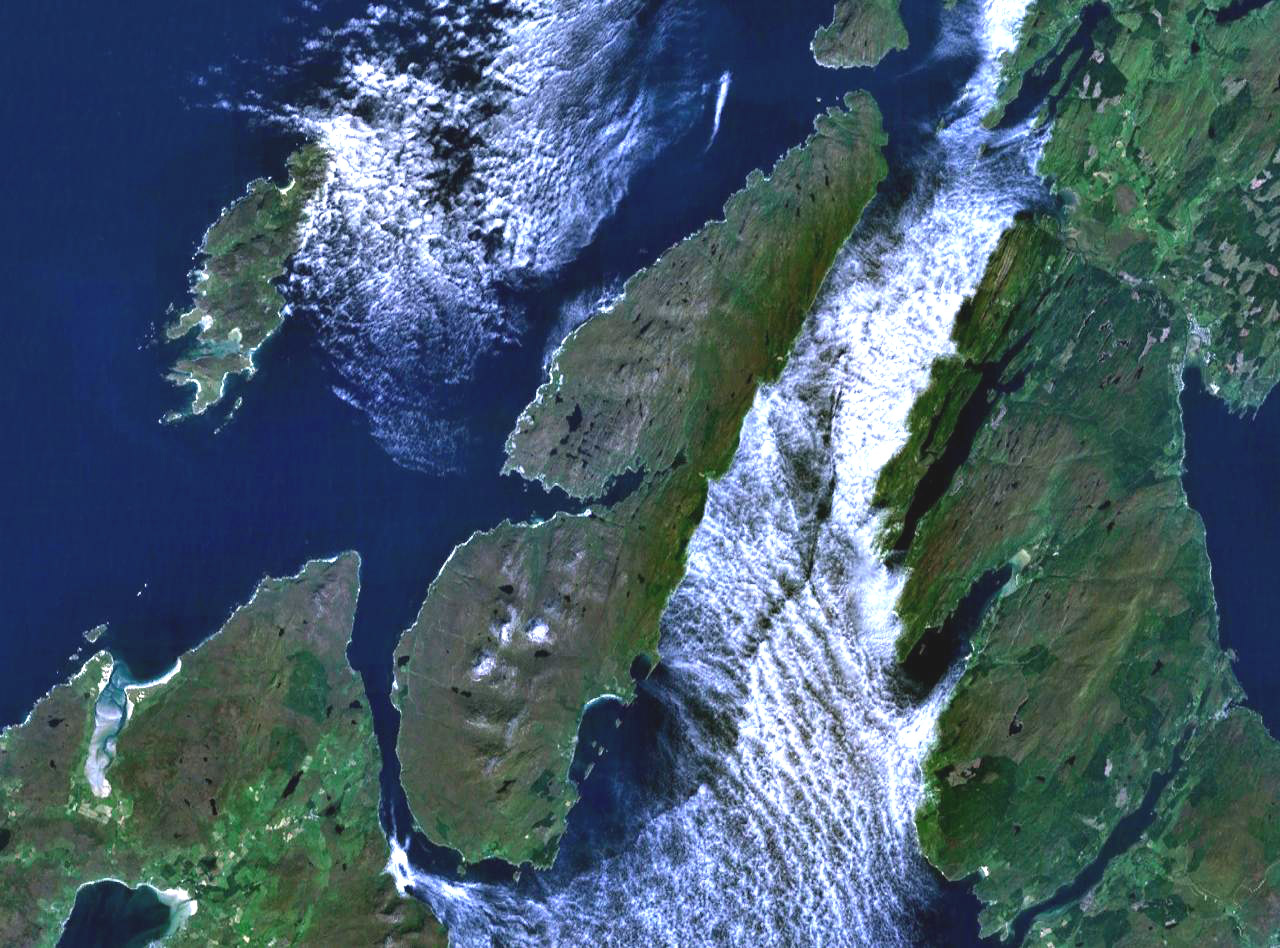
Satelitní pohled

Jura (skotskou gaelštinou Diùra) je ostrov na západě Skotska. Patří do souostroví Vnitřní Hebridy. Na ostrově je podle údajů z posledního sčítání 188 obyvatel; ti žijí hlavně v jeho východní části. Vyrábí se zde whisky nesoucí název ostrova — Isle of Jura.

## Kultura
Stejně jako na ostatních ostrovech Skotska se zde zachovala tradice gaelských písní a literatury.
Na ostrově Jura strávil anglický spisovatel George Orwell několik posledních měsíců svého života při psaní svého nejznámějšího díla 1984.
Ostrov je znám také jako místo, kde členové skupiny The KLF Bill Drummond a Jimmy Cauty uskutečnili projekt spálení milionu liber v hotovosti a tuto performanci zdokumentovali pod názvem „K Foundation Burn a Million Quid“.